# トルコ国立電子工学・暗号学研究所
トルコ国立電子工学・暗号学研究所（Ulusal Elektronik ve Kriptoloji Araştırma Enstitüsü,UEKAE）はトルコ科学技術研究会議傘下のトルコの国立研究所である。トルコの主要公的機関が必要とする情報セキュリティに必要な電子技術・システムの開発を担当している。